# Arnold Weissman
Arnold Weissman (* 1955 in Hof) ist ein deutscher Wirtschaftswissenschaftler.

## Leben
Noch während seines betriebswirtschaftlichen Studiums musste er die Firma seiner Eltern übernehmen. Parallel dazu schloss er sein Studium in Nürnberg 1979 ab und promovierte 1982 zum Dr. rer. pol. Basis seiner Forschungs- und Beratungsarbeit ist das von ihm 1987 erstmals veröffentlichte „System Weissman“, ein ganzheitlicher Führungs- und Managementansatz für Familienunternehmen. Mit der Veröffentlichung des System Weissman wurde er ebenfalls im Jahr 1987 zum Professor für Betriebswirtschaftslehre an die Hochschule Regensburg berufen. Dort lehrt er seitdem Unternehmensführung für Familienunternehmen. Er war als Lehrbeauftragter für Medienmanagement in der Betriebswirtschaftslehre an der Georg-Simon-Ohm-Hochschule Nürnberg (Vorgängereinrichtung der Technischen Hochschule Nürnberg Georg Simon Ohm) tätig.
Seit 2002 leitet er das Kompetenzcenter Strategie am St. Galler Managementprogramm und ist als Dozent für die Boston Business School sowie das St. Galler Management-Institut tätig.
Arnold Weissman lebt in Heroldsberg bei Nürnberg, ist verheiratet und Vater von vier Kindern. Neben Familie und Beruf hat er vor allem den Golfsport zu seinem bevorzugten Hobby gemacht und ist Autor zahlreicher Veröffentlichungen zur Strategieentwicklung, Managementtheorie und Unternehmensführung.

## Werke (Auswahl)
- Raus aus der Strategiefalle
- Erfolgreich mit den Großen des Management (Hrsg.)
- Die großen Strategien für den Mittelstand (Hörbuch)
- Die großen Strategien für den Mittelstand
- Praxishandbuch des Mittelstands
- Erfolgreich sein und trotzdem leben...
- Sinnergie
- Kursbuch Unternehmenserfolg
- Von den Besten profitieren Bd. III

## Ehrenamtliche Tätigkeit
Weissman ist Jurymitglied bei „Top 100“, einer Auszeichnung für die innovativsten Unternehmen im Mittelstand.